# Gregorio Fuentes

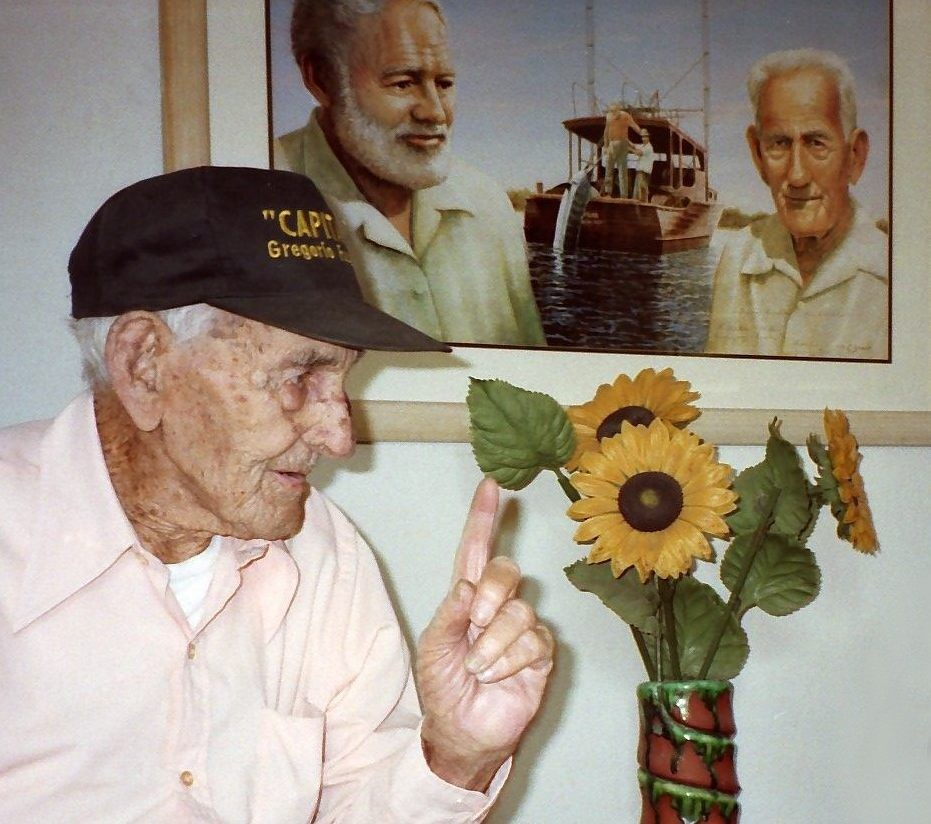
Gregorio Fuentes 1998

Gregorio Fuentes (* 11. Juli 1897 in Arrecife, Spanien; † 13. Januar 2002 in Cojímar, Kuba) war ein spanisch-kubanischer Kapitän zur See. Er wanderte im Alter von sechs Jahren von der Kanarischen Insel Lanzarote nach Kuba aus.

## Leben
Fuentes war zunächst Maat und dann später zeitweise der zweite Kapitän des Motorbootes Pilar, auf dem er mit seinem Freund Ernest Hemingway durch die Karibik fuhr, nachdem er ihn 1928 aus Seenot gerettet hatte. Gregorio wohnte in Cojímar, einem Fischerdorf zwanzig Kilometer östlich von Havanna. Im Hafen ankerte dort auch Hemingways Motorboot Pilar.
Gregorio war ebenso wie der erste Kapitän der Pilar, Carlos Gutiérrez, die Inspirationsquelle für den „alten Mann“ Santiago in Der alte Mann und das Meer. Nach Hemingways Tod 1961 wurde Fuentes die Aufsicht über die Pilar im Hafen von Cojímar übertragen, bis diese in die Finca Vigía kam, das zum Museum umgestaltete Anwesen Hemingways.
Gregorio Fuentes, in Kuba eine insbesondere von ausländischen Journalisten und Touristen aufgesuchte Attraktion, wurde 104 Jahre alt. 2001 erhielt er seine ursprüngliche spanische Staatsangehörigkeit zurück. 2002 starb er in Cojímar an einem Krebsleiden.